# 吴天幻
吴天幻（1921年—），男，上海人，中国电影录音师，曾任八一电影制片厂副总工程师、总技师，中国电影家协会理事。

## 家庭
妻子颜碧君。